# Прокальцитонин
Прокальцитонин -   Пептид (PCT) предшественник гормона тиреокальцитонина вырабатывающийся преимущественно клетками щитовидной железы.
У здорового человека прокальцитонин в крови находится в низких показателях, так как он быстро преврашается в тиреокальцитонина ( кальцитонин )
обычно его повышение свидетельствует о том что, происходит заражении бактериальными инфекциями, но чаще всего это является сепсисы.
в том числе: классический сепсис, билиарный сепсис , отогенный сеппис , одонтогенный сепсис
Прокальцитонин является главным явным биомаркером для диагностики сепсиса

## Диагностика
PCT ( Прокальцитонин ) вспомогает различить бактериальную инфекцию от вирусной и неинфекционных воспалений
При этом в метаанализах его чувствительностью и его специфичность оцениваются в пределах 77-79 %